# Vest Stadil Fjord
Vest Stadil Fjord är en sjö i Danmark. Den ligger i Ringkøbing-Skjerns kommun i Region Mittjylland.
Norra delen av Vest Stadil Fjord utdikades till odlingsmark på 1950-talet, men återställdes i slutet på 1990-talet. Sjön ingår i Natura 2000 området Stadil Fjord og Vest Stadil Fjord.